# Ernst Beyersdorff
Ernst Albert Anton Beyersdorff (* 17. Februar 1885 in Oldenburg (Oldenburg); † 16. Juni 1952 in Bad Wiessee am Tegernsee) war ein deutscher Jurist und Gründer der Vereinigung für junge Kunst.

## Leben

### Herkunft
Ernst Beyersdorff war ein Sohn des Gymnasialprofessors Robert Beyersdorff und seiner Frau Antonie, geb. Frankenheim. Sein älterer Bruder war der spätere Jurist Hans Beyersdorff (1883–1972).

### Werdegang
Ernst Beyersdorff wurde 1909 passives Mitglied der Künstlergruppe Brücke. Er war ein Verfechter der künstlerischen Moderne. Seine private Kunstsammlung gelangte 1984 als „Schenkung Ernst und Hanneliese Beyersdorff“ in die Sammlungen des Landesmuseums.
Das Landesmuseum für Kunst und Kulturgeschichte Oldenburg widmete Ernst Beyersdorff im Frühjahr 2017 eine Sonderausstellung.

## Schriften (Auswahl)
- Schwarzweiß-Kunst im Kunstverein, in Oldenburger Nachrichten für Stadt und Land, 13. März 1908 (teilw. Wiederabdruck in: Gerhard Wietek: Schmidt-Rottluff. Oldenburger Jahre 1907–1912, Mainz 1995, S. 212)
- Die Übernahme eines Vermögens nach deutschem bürgerlichen Recht (§§ 311 und 419 B. G. B.), Dissertation, vorgelegt an der juristischen Fakultät der Georg-August-Universität zu Göttingen, Oldenburg 1911
- Die Zukunft der oldenburgischen Galerien, in: Oldenburger Nachrichten für Stadt und Land, 22. Februar 1912
- Formkunst und Ausdruckskunst, in: Oldenburger Nachrichten für Stadt und Land, Teil I, 12. November 1919; Teil II, ebd., 13. November 1919
- Die Ausstellung „Munch und die Künstler der Brücke“ in der Bremer Kunsthalle, in: Oldenburger Nachrichten für Stadt und Land, 20. Oktober 1920 (teilw. Wiederabdruck in: Gerhard Wietek: Schmidt-Rottluff. Oldenburger Jahre 1907–1912, Mainz 1995, S. 228)
- Oldenburg und die bildende Kunst, in: Oldenburgische Landeszeitung, Nr. 322, 23. Oktober 1920
- Zwangloser Rundgang durch die Bremer Kunsthalle, Teil I, in: Oldenburgische Landeszeitung, Nr. 295, 27. Oktober 1920, Beilage; Teil II, ebd., 28. Oktober 1920, Beilage
- Malerei und Umwelt, in: Der Kunstspiegel für Oldenburg, hg. v. der Theater- und Konzertdirektion Oldenburg, Oldenburg 1947, S. 6